# Бенедишин Любов Євгенівна
Любо́в Євге́нівна Омелян, у шлюбі Бенеди́шин (* 20 березня 1964, Сокаль) — українська поетеса й перекладачка, членкиня Національної спілки письменників України.

## Біографія
Любов Омелян народилась у сім'ї інженера-технолога Євгена Омеляна (*1936 — † 1997) і кравчині Галини Омелян (* 1941). У 1971–1981 роках навчалася в Сокальській середній школі № 1. 1987 року закінчила хіміко-технологічний факультет Львівського політехнічного інституту. 1996 року — бухгалтерські курси при Харківському фінансово-економічному інституті (заочно).
У 1988–1989 роках Любов Омелян працювала майстринею зміни в Сокальському заводоуправлінні цегельних заводів, з 1991 по 2003 рік обіймала різні посади на ВАТ «Сокальська панчішна фабрика». З 2003 року працює бухгалтеркою, а з 2005-го — головною бухгалтеркою Сокальської приватної агрофірми «Птахівник». Також із червня 2012 року по березень 2015-го працювала літературною редакторкою у сокальській районній газеті «Голос з-над Бугу». Провадила і провадить громадську роботу, належить до благодійного фонду «Майбутнє України. Сокальщина». 
Проживає в Сокалі. Одружена з Леонідом Бенедишиним (* 1959), донька — Олена-Вікторія (* 1985), син — Сергій (* 1992).

## Творчість
Першого вірша Любов Омелян написала у 1991 році. Друкувалась у сокальських районних часописах «Голос з-над Бугу» та «Храм серця», в колективному збірнику «Сокальщина літературна», в альманахах «Провесень», «Соколиний край», «Ірпінські поетичні зустрічі», у газетах «Літературний Львів», «Літературна Україна» та інших, видала дев'ять збірок поезій: «Феєрія весни», «Крізь роки і сузір'я», «Вік Ангела», «По той кінець веселки» і «…віще, неповторне, головне». 
Любов Бенедишин перекладає російських поетів, зокрема Анну Ахматову, Роберта Рождественського, Іллю Сельвінського, Вероніку Тушнову та Марину Цвєтаєву (альманах «Соколиний край», № 4, 2004). Її переклади віршів сокальського російськомовного поета Геннадія Родичева опубліковано у збірках віршів для дітей «Мій лагідний тигр» (Львів, «Кобзар», 1999), «Чому білочка не біла» (Львів, «Кобзар», 2002) та «Лелеки» (Львів, «Кобзар», 2003). 2006 року вийшла друком збірка її поезій у російських перекладах Валерія Черткова «Как это было» (Санкт-Петербург, ООО «Издательский дом „Стелла“»). У 2016-му в Польщі (Зелена Гура; видавець — Дім культури імені Фридерика Шопена в Сулехові) опубліковано антологію європейської поезії «Zieleni się drzewo pokoju». У це видання увійшли вірші 60 поетів із 23 європейських країн мовою оригіналу, польською й англійською мовами. Серед них є вірш Любові Бенедишин «Розгойдали небо…».
З 1997 року Любов Бенедишин обіймає посаду відповідальної секретарки Сокальського районного літературно-мистецького об'єднання «Колос». З березня 2017 року вона очолює цю організацію. З 2001 року вона заступниця головного редактора й голова редакційної колегії альманаху «Соколиний край». У 2006 році Любов Бенедишин вступила в Національну спілку письменників України. У 2011 році вона стала лауреаткою конкурсу «Золотий тризуб».

## Критика творчості
«Правдива і мужня її громадянська лірика, щира і зворушлива лірика інтимна. Змальовуючи природу і почуття, вона вміло передає ті нюанси та півтони, з яких тче полотно своєї поезії — ліричної і жіночної, стриманої і виваженої».
«Неординарне сприйняття світу виливається у довершені вірші, (…) бо духовний вектор творів поетеси спрямований у найпотаємніші глибини людської душі. Талант, помножений на працьовитість, — ось складові успіху та визнання поетеси».
«…її змістовна, виважена, лаконічна поезія свідчить про працелюбність і талант…».
«…помітно, як із часом міцнішає голос поетеси, набираючи нових цікавих обертонів. Мужня і вдумлива її громадянська лірика, щира і зворушлива лірика інтимна. Любов Бенедишин уважна до слова, отже маємо перед собою уже сформованого і цікавого поета».
«Поетеса вправно володіє словом, вміє творити художній образ, настрій, правду життя, що не залишає читача байдужим… Поезія Любові Бенедишин серйозна, багатовимірна, щира, зболена. У ній наш час, який хоче зрозуміти і облагородити авторка».
«…не криве „дзеркало строфи“ поетеси відображає всю різноманітність і складність людського буття із його мріями і сподіваннями, болями і розчаруваннями, контрастами і парадоксами. Тут — і переживання за долю блакитної планети, і непідкупна любов до рідної землі, і висока жертовність нерозтраченого кохання, і поступове наближення до Істини через миті єднання з Природою».
«Сміливість і свіжість думки, незвичні ліричні переходи, лаконічність висловлення, глибина мислення — все це вирізняє її з-поміж інших, додає неповторної самобутності».
«Несподівані ракурси минулого, незбагненні сентенції майбутнього, філософські рефлексії дня сьогоднішнього — невидимим промінням заламуючись у призмі поетичного світобачення — творять зримий пучок яскравих відчуттів, образів і силуетів…».
«Слово Любові Бенедишин — емоційне, пристрасне, як у Ліни Костенко. Недарма її називають сокальською Ліною Костенко. Але ні, у неї власна творча манера. Поетеса у віршах інколи використовує тезу, яка „провокує“ антитезу. У поєднанні двох діалектично протилежних позицій синтезує мораль, висновок».
2017 року у львівському видавництві «Сполом» вийшла книжка літературознавчих досліджень, есеїв, статей та рецензій Богдана Завідняка «Золотисті клейноди», у якій є стаття «„Пори року“ Любові Бенедишин» про збірку віршів цієї поетеси «Літа проминальна літургія».

## Поетичні твори
- Поезії в альманаху «Соколиний край», № 1 — 7
- «Феєрія весни» (Львів, «Кобзар», 2000)
- «Крізь роки і сузір'я» (Івано-Франківськ, «Захід-Інформ-Експрес», 2002)
- «Вік Ангела» (Івано-Франківськ, І. Косович, 2004)
- «По той кінець веселки» (Львів, «Край», 2006)
- «…віще, неповторне, головне» (Львів, «Край», 2010)
- «Нотабене. З нестримних нотаток» (Івано-Франківськ, «Лілея-НВ», 2013. — 114 с.)
- Добірка віршів «Літа п(р)оминальна літургія» (журнал «Дзвін», № 9, 2015. С. 99-105)
- Добірка віршів «Майдану священне цунамі» (журнал «Дзвін», № 6, 2016. С. 5-11)
- «Зачаття неба» (Львів, «Плай», 2016. — 64 с.)
- Поетична сторінка у книжці «Шлях до Воскресіння» (С. 31-34). Видавництво: Добра книжка, 2016. — 34 с.
- Збірка віршів «Літа проминальна літургія» (видавництво «Плай», 2017, 120 с.)
- Збірка поезій — 10 випуск серії «25 улюблених віршів» (видавництво «Каменяр», 2017, 52 с.)
- Збірка віршів «Шлях до воскресіння» (видавництво «Плай», 2019, 72 с.)
- Бенедишин Любов. Дарунок Сізіфа [Текст]: поезія / Любов Бенедишин. — Львів: Каменяр, 2020. — 163 с. : іл.
- «Кульбабове віче»: поезія. — Львів: Джезва, 2024. — 120 с.
- «Трійчастим нервом»: поезія. — Львів: Джезва, 2024. — 144 с.

## Нагороди і відзнаки
- 2011 — лауреатка конкурсу «Золотий тризуб»
- 2014 — переможиця 1-го Міжнародного поетичного конкурсу «Чатує в століттях Чернеча гора» на найкращий поетичний твір до 200-ліття Тараса Шевченка[13]
- 2014 — відзнака в номінації «Дар Божий» на літературному конкурсі «Pro Patria!» («За Батьківщину!»)
- 2015 — друге місце на Всеукраїнському літературному конкурсі імені Володимира Дроцика в номінації «Поезія»[14]
- 2015 — перше місце на Всеукраїнському літературному конкурсі імені Володимира Дроцика в номінації «Альманахи. Колективні видання»[14]
- 2015 — лауреатка Всеукраїнської літературної премії імені Михайла Чабанівського в номінації «Поезія»[15]
- 2016 — перше місце на Всеукраїнському літературному конкурсі імені Леся Мартовича в номінації «Поезія. Книга» (за збірку поезій «Нотабене»)
- 2016 — Всеукраїнська літературна премія імені Івана Низового — за книжку «Зачаття неба»
- 2020 — Літературна премія «Благовіст»[16]

## Зовнішні зв'язки
- Письменницький довідник НСПУ
- Авторська сторінка на сайті «Поетичні майстерні» [Архівовано 8 травня 2012 у Wayback Machine.]
- Авторське читання віршів на сайті «YouTube»